# Rasznu
Rasznu (awest. Prawda) – w mitologii perskiej jazata, wszechobecny geniusz sprawiedliwości i pobożności. Był bratem Mitry i Sraoszy. W zaświatach był sędzią ważącym dobre i złe uczynki. Zamieszkiwał szczyt góry nad rzeką Ranghą. Prawdopodobnie wywodzi się jeszcze z czasów przedzoroastryjskich. Późniejsze mity mówią, że pojawi się z Mitrą na końcu czasów, gdzie razem z bratem będą wtrącać rozpustników do piekła.